# Илейкино (Грязовецкий район)
Иле́йкино — деревня в Грязовецком районе Вологодской области России.
Входит в состав Перцевского муниципального образования, с точки зрения административно-территориального деления — в Перцевский сельсовет.
Расстояние по автодороге до районного центра Грязовца — 18 км, до центра муниципального образования Слободы — 8 км. Ближайшие населённые пункты — Становищево, Черногубово, Чахлово.
По переписи 2002 года население — 6 человек.